# Băcia
Băcia [ˈbɘcia] (deutsch Schäferdorf, ungarisch Bácsi oder Alsóbácsi) ist eine Gemeinde im Kreis Hunedoara in der Region Siebenbürgen in Rumänien.

## Geographische Lage

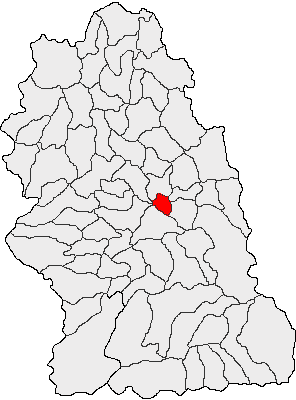
Lage von Băcia im Kreis Hunedoara

Die Gemeinde Băcia liegt im Zentrum des Kreises Hunedoara, in einem linken Seitental des Mureș (Mieresch) am Fluss Strei (Strell). An der Bahnstrecke Simeria–Petroșani, der Europastraße 79 und der Kreisstraße (drum județean) DJ 668D gelegen, befindet sich der Ort ca. 5 Kilometer nördlich der Kleinstadt Călan (Klandorf); die Kreishauptstadt Deva (Diemrich) liegt etwa 18 Kilometer nordwestlich von Băcia entfernt.

## Geschichte
Der im Mittelalter ungarische Ort wurde erstmals 1332 urkundlich erwähnt. Im 17. – 18. Jahrhundert lebten im heutigen Ort Băcia kleinadlige reformierte Ungarn; rumänische Bauern siedelten sich in diesem Zeitraum ebenfalls an. Die Geschichte der Besiedlung der Region reicht jedoch – nach Berichten von G. Téglás – bis in die Römerzeit zurück. Auf dem Gebiet der Gemeinde wurden auf einem von den Einheimischen Palatişte (ung. Palotas) genannten Areal Reste eines römischen Wachturms gefunden.
Nach der rumänischen Revolution von 1848 wurde der Ort dem historischen Stuhlbezirk Déva im Komitat Hunyad zugeteilt. Zur Zeit Großrumäniens, wurde der Ort Teil des Județ Hunedoara. Die Gemeinde in ihrer heutigen Form – mit den eingemeindeten Dörfern – besteht seit 1968.
Die Hauptbeschäftigung der Bevölkerung sind die Landwirtschaft und die Viehzucht.

## Bevölkerung
Bei der Volkszählung 1850 lebten auf dem Gebiet der heutigen Gemeinde 1626 Menschen. 1350 davon waren Rumänen, 194 Ungarn und 82 Roma. Die höchste Einwohnerzahl (2234) wurde 1930 erreicht. Die höchste Anzahl der Rumänen (2067) wurde 1977, die der Ungarn (472), der Deutschen (38) 1910 und die der Roma 1850 ermittelt. Darüber hinaus bezeichneten sich 1977 und 1992 je ein Einwohner als Serbe und 1930 zwei als Slowaken. 2002 wurden in der Gemeinde Băcia 1797 Menschen registriert, davon 1662 Rumänen, 114 Ungarn, neun Deutsche und zwölf andere (davon elf Roma).

## Sehenswürdigkeiten
- Die rumänische-orthodoxe Kirche Sf. Gheorghe, 1873 errichtet, steht unter Denkmalschutz.[7][8]
- Die reformierte Kirche, 1865 errichtet.[9]

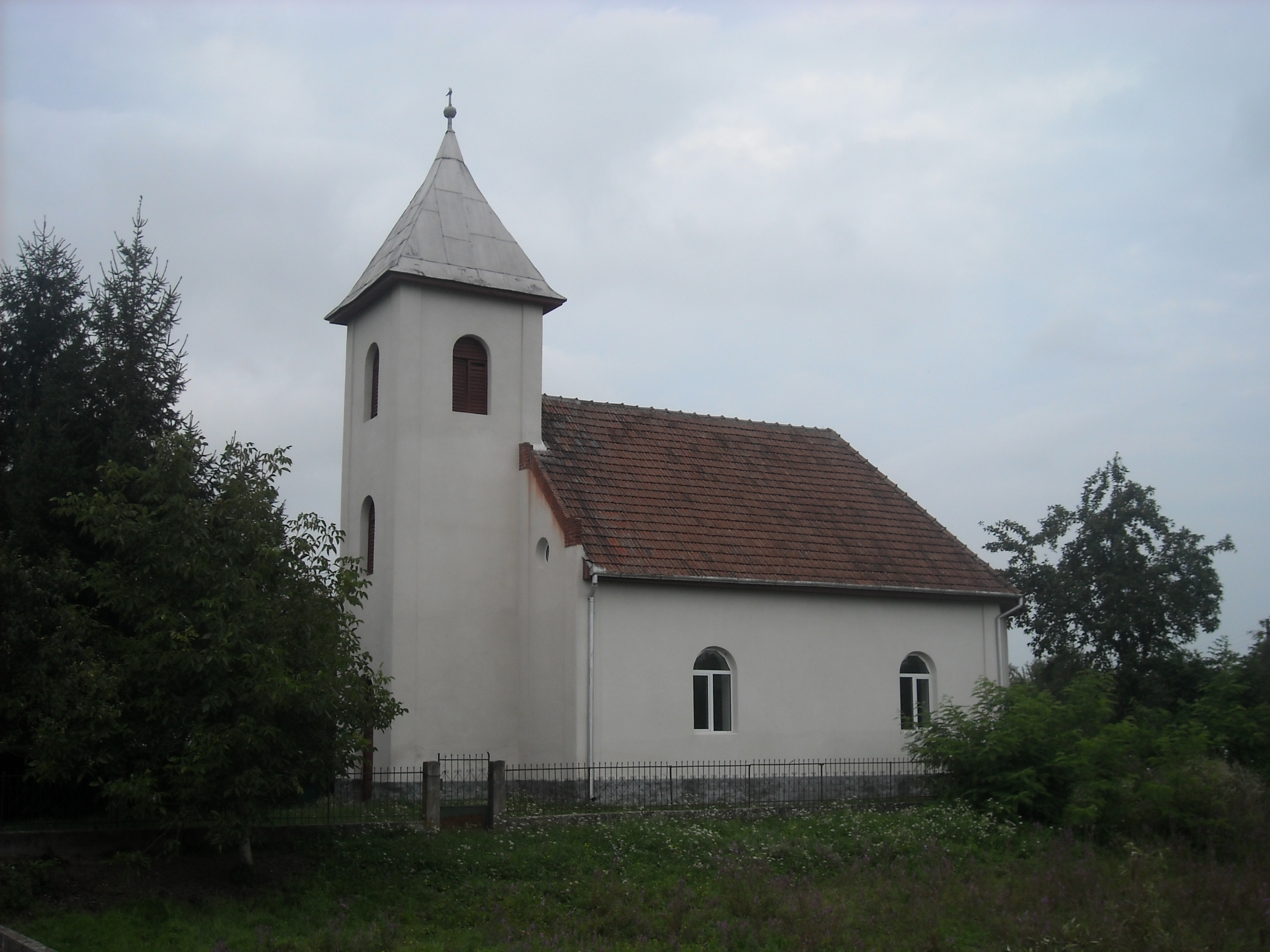
Reformierte Kirche
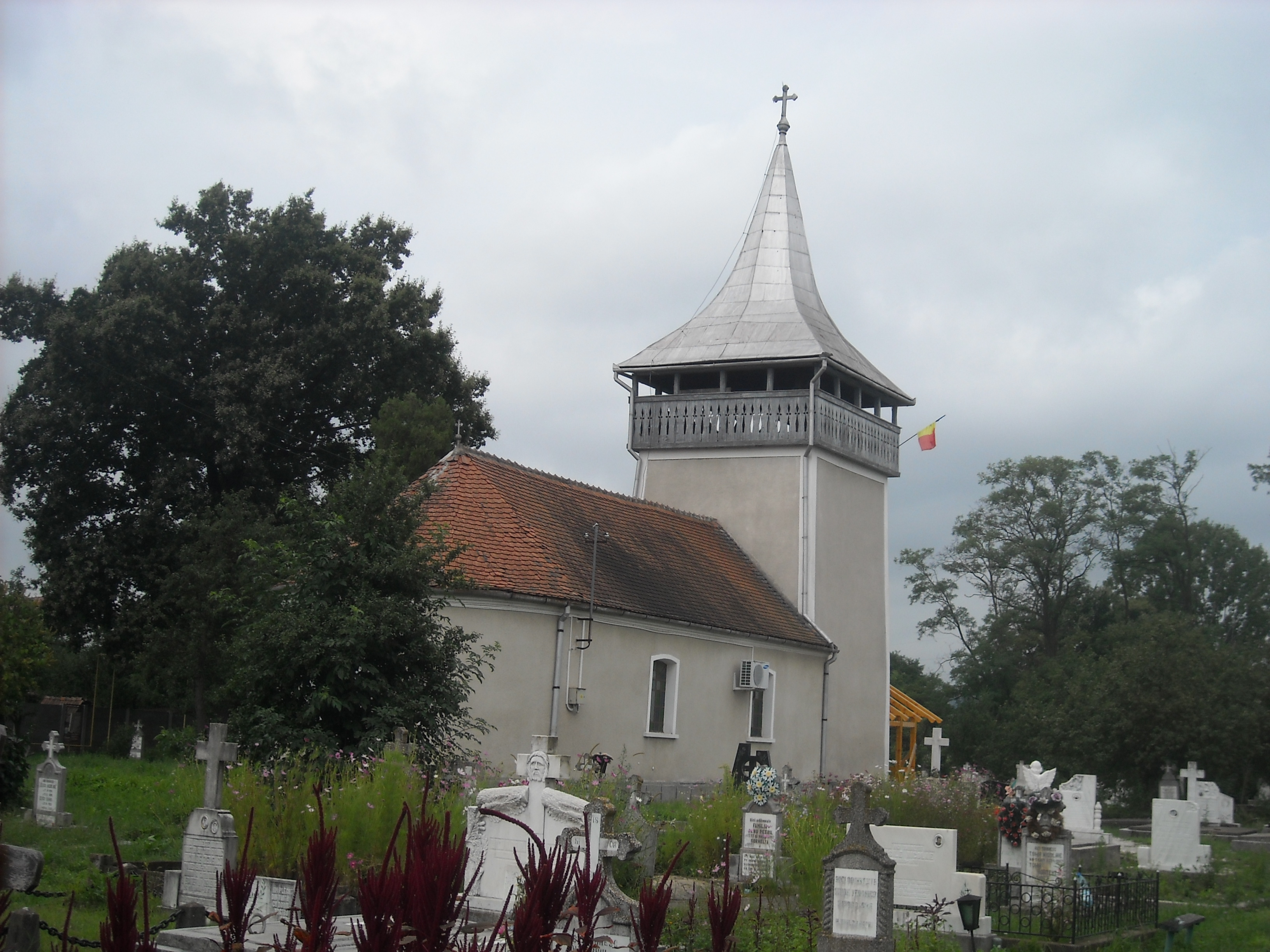
Orthodoxe Kirche
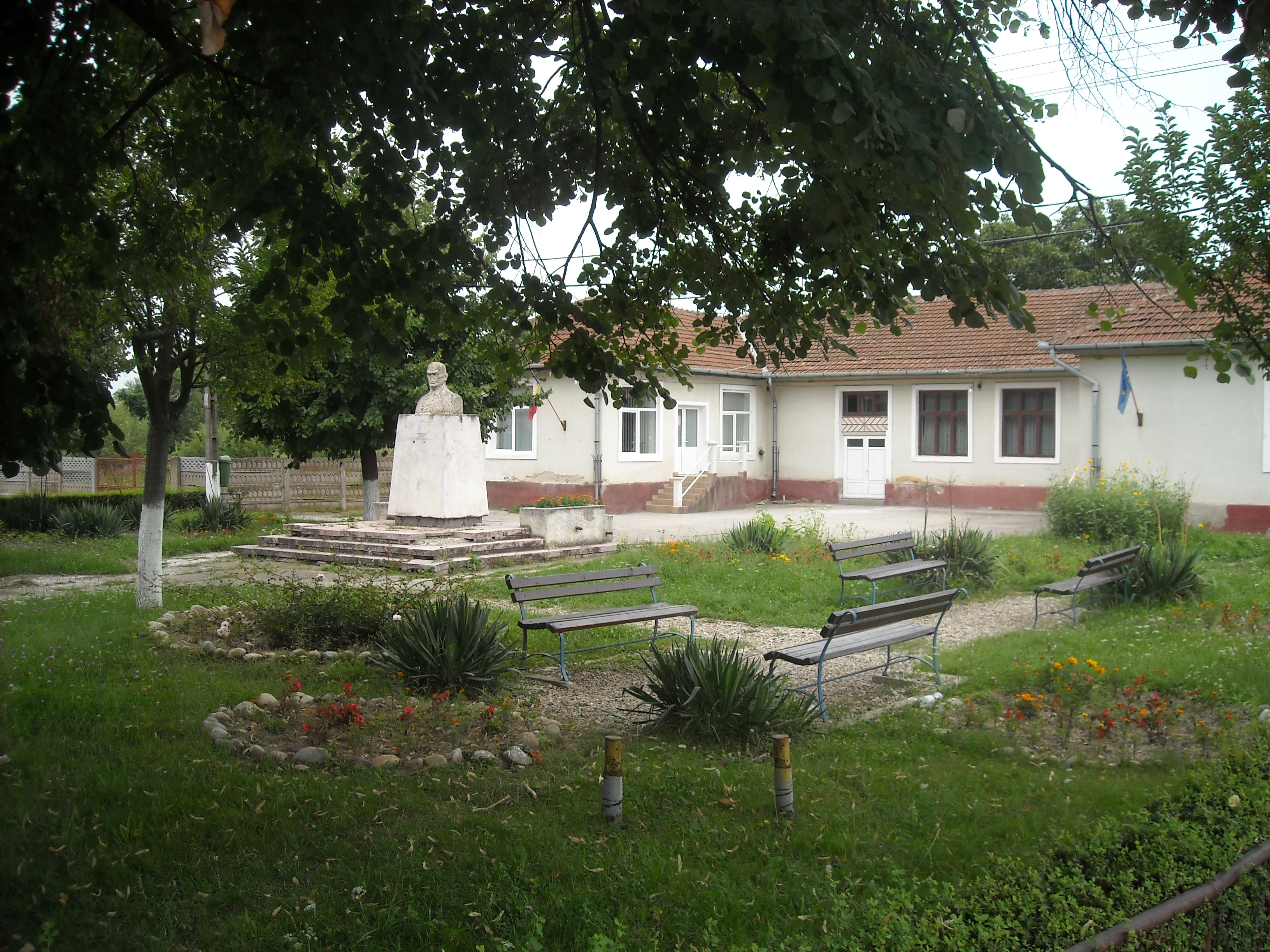
Büste Petru Grozas vor dem Kulturhaus
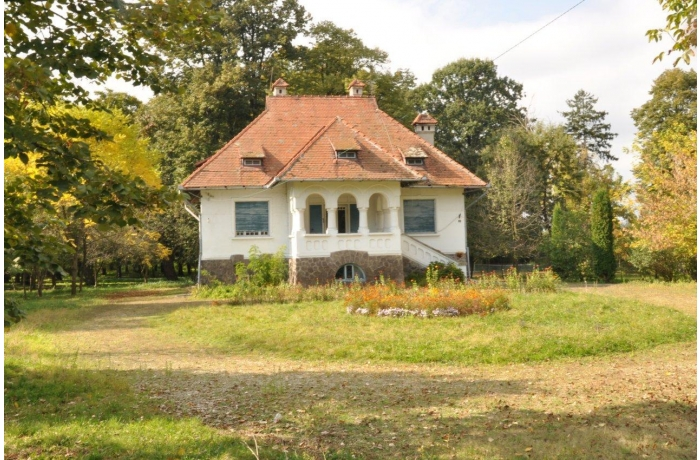
Elternhaus von Petru Groza

## Persönlichkeiten
- Petru Groza (1884–1958), war ein rumänischer Rechtsanwalt und kommunistischer Politiker, Gründer des Front der Pflüger (Frontul Plugarilor).